# Golden California Cheese Company
Golden California Cheese Company er en dansk virksomhedsfilm fra 1986. Filmen er produceret af Henning Ebbesen TV- og Filmproduktion A/S for Pasilac-Danish Turnkey Dairies.

## Handling
Denne artikel mangler et handlingsreferat. Hjælp os med at skrive det.